# Галлина, Джачинто
Джачинто Галлина (итал. Giacinto Gallina; 1852—1897) — итальянский драматург, являющийся одним из крупнейших представителей венецианского диалектального театра.

## Биография
Джачинто Галлина родился в Венеции в приходе церкви Сан-Джованни ин Брагора 31 июля 1852 года.
Творчество Галина можно разделить на два периода: с 1870 по 1880 гг и с 1891 по 1897 гг. В первый период его комедии ставятся труппой А. и М. Моро Лин. Во втором периоде он сам становится во главе труппы, которая получает его имя. В первый период творчества Галина писал комедии с искусственно-оптимистическим концом, семейно-бытового плана, сентиментальные. Во втором периоде его комедии разоблачали ложь и лицемерие.

## Пьесы
Джачинто Галлина автор около 30 комедий.
- «Семейные ссоры» (вен. Le baruffe in famegia; 1872)
- «Разорение одной семьи» (вен. Una famegia in rovina; 1872)
- «Возлюбленный бабушки» (1875)
- «Глаза сердца» (вен. I oci del cuor; 1879)
- «Мама никогда не умрёт» (1880)
- «Светлейшая» (вен. Serenissima; 1891)
- «Семья святого» (1892)
- «Основа всего» (1894)